# Zagorje, Kozje
Zagorje je naselje v Občini Kozje. Jedro naselja se je razvilo pod mogočno župnijsko božjepotno cerkvijo Marije Pomočnice, ki je kulturni spomenik državnega pomena. Prevladujoča dejavnost je kmetijstvo z usmeritvijo v živinorejo. V preteklih desetletjih je kraj izgubil večino središčnih dejavnosti, leta 1977 šolo.
Naselje obsega skupino hiš na nadmorski višini okoli 450 m in leži na robu planote pod Bohorjem, ki se spušča proti Lesičnem. Na severu planoto omejuje strma pečina Lošč (628 m). Okoli vasi so obdelovalne površine, gojijo sadje in ribez, nekaj je vinogradov. Na delo se vozijo v Kozje in druge oddaljenejše kraje. Zasilno šolo so ustanovili leta 1821 v mežnariji, jo leta 1857 prestavili v župnišče, leta 1864 pa zgradili novo poslopje. Zadnja šola je bila zgrajena leta 1904.
Kraj je znamenit po božjepotni cerkvi Marije Pomočnice, ki je eden najpomembnejših kulturnih spomenikov na Kozjanskem. Omenjena je bila že leta 1469. Ob to stavbo so leta 1661 prizidali zvonik, ki ima edinstveno osmerokotno obliko. V začetku 18. st. je dal grof Ignacij Attems zgraditi prezbiterij, kapeli, predelati oratorij, obokati ladjo in jo poslikati. Veža s preddverjem je nastala konec 17. stoletja, ko so ladjo ponovno obokali in vgradili pevsko emporo. Stene prezbiterija krasi bogata štukatura. Večina fresk je baročnih, v oratoriju za zakristijo pa so sledovi poznogotskih fresk. Veliki oltar je iz marmorja, štuka in lesa, verjetno delo laškega kiparja Janeza Gregorja Božiča iz okoli 1715. V stranskih oltarjih sta oljni sliki A. Zeita iz leta 1799.
Cerkev obdaja močno obzidje, ki je verjetno služilo kot tabor. Zagorje je bila župnija od leta 1882.
V bližini naselja se nahaja Lurška jama, skalni spodmol, v katerega so ljudje postavili skromno svetišče. V njem je tudi izvir zdravilne vode primerne za zdravljenje oči, v kar so verjeli romarji, ki so jamo obiskovali. Spodmol je iz peščenjaka miocenske starosti in je porasel z mahom in bršljanom. Namenilna listina iz leta 1920 kaže, da sta lastnika parcele, kjer leži ta spodmol, dala v uporabo cerkvi. Lokacija je doživljala burne čase v skladu s trenutno politiko, leta 2011 pa so jo obnovili in uredili.
- Cerkev Marije Pomočnice v Zagorju, Kozjansko
- Notranjost cerkve Marije Pomočnice
- Lurška jama, spodmol s svetiščem
- Zagorje z Lošča